# Брандиције-Комуне (Виченца)
Брандиције-Комуне је насеље у Италији у округу Виченца, региону Венето.
Према процени из 2011. у насељу је живело 89 становника. Насеље се налази на надморској висини од 14 м.